# Championnats d'Asie de BMX freestyle 2019
Navigation
Édition suivante
Les championnats d'Asie de BMX freestyle 2019 ont lieu le 27 octobre 2019 à Jakarta en Indonésie.

## Podiums
| Épreuves           | Or              | Argent         | Bronze         |
| ------------------ | --------------- | -------------- | -------------- |
| BMX Freestyle Flat |                 |                |                |
| Élite hommes       | Moto Sasaki     | Takahiro Ikeda | Januar Susanto |
| Élite femmes       | Misaki Katagiri |                |                |
| BMX Freestyle Park |                 |                |                |
| Élite hommes       | Rim Nakamura    | Toshio Takagi  | Lee Ji-ho      |
| Élite femmes       | Minato Oike     | Ge Hui         | Ou Xianfen     |